# MTV Movie Award a legjobb akciójelenetért
Ez a szócikk az MTV Movie Award a legjobb feltörekvő rendezőnek járó díj díjazottjainak listáját tartalmazza. Ebben a kategóriában 1992-től 2005-ig adtak át díjat.
| Év   | Akciójelenet Film                                              | Jelöltek |
| ---- | -------------------------------------------------------------- | --- |
| 1992 | Los Angeles-i autópálya jelenet Terminátor 2 – Az ítélet napja | Égő épület, menekülés a régi csatornán át - Lánglovagok Tetőjelenet - Jobb ma egy zsaru, mint holnap kettő Helikopter-forgólapátos jelenet - Az utolsó cserkész Második ugrás a repülőből - Holtpont                       |
| 1993 | Mel Gibson motoros jelenete Halálos fegyver 3                  | Az alienek üldözéses jelenete a csatornán keresztül - A végső megoldás: Halál Repülőgép szerencsétlenség - Életben maradtak Oklahomai verseny - Túl az Óperencián Helikopter robbanás - Úszó erőd                          |
| 1994 | Vonatszerencsétlenség A szökevény                              | Nyitó jelenet - Cliffhanger – Függő játszma Motoros jelenet - Tökéletes célpont T-Rex és a dzsip jelenete - Jurassic Park Lena Olin megbilincselve egy autó hátsóülésén – Rómeó vérzik                                     |
| 1995 | Buszos menekülés/Repülőgép robbanás Féktelenül                 | Menekülés a felrobbanó hajóról - Időzített bomba A CIA konvoj támadása - Végveszélyben Híd robbanás/Limuzin menekülése - Két tűz között                                                                                    |
| 1996 | Tűzharc a repülőgépnél Bad Boys – Mire jók a rosszfiúk?        | Csatajelenet - A rettenthetetlen Föld alatti tűzharc/Robbanás - Rés a pajzson Átautózás New Yorkon/Metró robbanás, kisiklás - Die Hard – Az élet mindig drága                                                              |
| 1997 | A teherautó áttör a farmon Twister                             | Arnold Schwarzenegger szabadesése - Végképp eltörölni Az idegen felrobbantják a nagyvárosokat - A függetlenség napja Vonat/Helikopter üldözéses jelenet - Mission: Impossible Ferraris üldözés San Franciscoban - A szikla |
| 1998 | Motorcsónakos üldözés Ál/Arc                                   | A T-Rex támadása San Diegóban - Az elveszett világ: Jurassic Park A rovarok megtámadják az erődöt - Csillagközi invázió A hajó süllyedése - Titanic Motor/Helikopter üldözés - A holnap markában                           |
| 1999 | Az aszteroidák elpusztítják New Yorkot Armageddon              | Mel Gibson és Danny Glover autós üldözése az autópályán, majd egy épületen át - Halálos fegyver 4 Autósüldözés Franciaországban - Ronin Tom Hanks és társainak partraszállása -Ryan közlegény megmentése                   |
| 2000 | Fogathajtó verseny Csillagok háborúja I: Baljós árnyak         | Befejező jelenet -Ideglelés Háztető/Helikopter jelenet - Mátrix Homokszörny támadása - A múmia |
| 2001 | Motoros üldözés Mission: Impossible 2.                         | Repülőgép katasztrófa - Számkivetett A római sereg és a germán horda csatajelenete - Gladiátor Autósüldözés egy építkezésen át - Tolvajtempó                                                                               |
| 2002 | Japán támadás Pearl Harbor – Égi háború                        | Első helikopter ütközése - A Sólyom végveszélyben Végső verseny - Halálos iramban Barlangi csatajelenet - A Gyűrűk Ura: A Gyűrű Szövetsége                                                                                 |
| 2003 | Csata a Helm-szurdokban A Gyűrűk Ura: A két torony             | Ütközések a 23-as úton - Végső állomás 2. Tom Cruise menekülése - Különvélemény Arena Conflict - Csillagok háborúja II: A klónok támadása                                                                                  |
| 2004 | Csata Gondorban A Gyűrűk Ura: A király visszatér               | Autópályás üldözés - Bad Boys II – Már megint a rosszfiúk Menekülés Mongóliából - Charlie angyalai: Teljes gázzal Daruskocsi üldözéses jelenete - Terminátor 3: A gépek lázadása                                           |
| 2005 | Los Angeles elpusztulása Holnapután                            | Beverly Hills-i repülőgép katasztrófa - Aviátor Autósüldözés Moszkvában - A Bourne-csapda Metrós küzdelem - Pókember 2 Sivatagi terrorista támadás - Amerika Kommandó: Világrendőrség                                      |

## Külső hivatkozások
- Az MTV Movie Awards hivatalos weboldala Archiválva 2012. május 22-i dátummal a Wayback Machine-ben